# 二条師基
二条 師基（にじょう もろもと）は、鎌倉時代末期から南北朝時代にかけての公卿。関白・二条兼基の子。官位は従一位・関白（南朝）。
南北分裂後は南朝方に属し、正平一統の際には後村上天皇の下で関白を務めるなど、南朝政権における重鎮の一人であった。

## 出自
父は関白・二条兼基。母は源兼任の娘である。父について、『公卿補任』正和元年（1312年）の条は、兼基の子である道平とする一方で、兼基が死去した建武元年（1334年）の条では、道平と師基が8月22日に「父」の喪に服した旨が記されている。また、道平と師基の年齢差を考えても親子より兄弟とした方が自然である。また、正応2年（1320年）に道平に嫡男良基が誕生して以後、師基の昇進が緩やかになったことが指摘されており、良基誕生以前は二条家の後継者として扱われ、道平の猶子として位置づけられていたと考えられる。以下では、兼基を父、道平を兄として解説する。

## 経歴

### 鎌倉幕府の滅亡と建武中興期
応長元年（1311年）6月15日、11歳で元服、従五位上に叙され、禁色・昇殿を許される。文保2年（1318年）に後醍醐天皇が即位した時点で、正二位権大納言となっていた。後醍醐は鎌倉幕府の打倒を目指し、元弘元年（1331年）、元弘の乱が勃発。元弘3年/正慶2年（1333年）5月7日に六波羅探題が陥落した後、九州における幕府の重要拠点である鎮西探題を攻略するため大宰権帥に任ぜられ、軍を率いて九州へ向かうが、鎮西探題は既に少弐貞経、大友貞宗ら九州の御家人によって5月25日に陥落しており、大宰府において尊良親王を中心として戦後処置が行われていた。師基は大宰府で尊良を補佐した。
大宰権帥となった師基は、長門国守護を兼任したという説がある。重要史料である「長門国守護職次第」には、鎌倉時代最後の守護である北条時直（元弘3年（1333年）5月26日降伏）の後、建武中興期に後醍醐天皇によって守護に任じられ建武元年（1334年）5月10日に入部した厚東武実の前に、「輔大納言」という人物が守護であったことを記載する。この人物について、当時、権大納言であり筑前国の大宰府にいた二条師基が相当する可能性はあるが、万里小路宣房または地元豪族である豊田氏の一族とする見解もある。
なお、建武2年（1335年）2月4日、建武政権で内覧左大臣を務めていた兄の道平が49歳で没している。

### 足利尊氏の反乱
建武2年（1335年）、足利尊氏が関東で反旗を翻し京へ攻め上ってくると、後醍醐の失政に不満をもつ諸国の武士もこれに呼応し蜂起する。京では防御態勢が整えられ、師基は西北の山陰道方面の守りを任せられて、証月坊慶政開基の法華山寺（京都市西京区御陵峰ヶ堂）に布陣する。しかし、同3年（1336年）1月8日、但馬・丹後の兵を率いた久下時重らに撃破され、大枝山が占拠された。この軍勢は、新田一族の江田行義の軍によってその日のうちに追い払われたが、結局、その年の5月に京都は足利軍に奪われ、天皇とその軍勢は比叡山に籠った。6月に入ると比叡山は東西から繰り返し攻められるが、新田義貞等の奮闘により防衛に成功する。足利軍の士気が低下したのを見て、建武政権軍は6月30日に反攻に転じ、京都市中に侵攻するが撃退される。『太平記』によると、この失敗により意気消沈していたところ、7月5日、二条師基が加賀・越前の軍勢を率いて建武政権軍に合流したことで再度奮起し、第2回・第3回の京都市中への攻撃を実行、師基も兵を率いて参戦する。しかし、いずれも撃退され、膠着状態になったところで足利尊氏と後醍醐との和睦へと物語は展開する。しかし、この3回に渡る京都侵攻作戦は、『梅松論』『常楽記』が6月30日の出来事として記すもので、『太平記』ではストーリー構成上、この日の戦いを3分割して描いていると推定されている。
和睦成立後、比叡山にいた建武政権軍の大部分は、後醍醐と共に京都へ帰る者と、皇太子恒良親王を奉じて新田義貞と共に越前へ下る者とに分かれたが、師基はどちらにも加わらず、中院定平らと共に河内国へ落ちのびた。後醍醐は京都で幽閉されるが、12月21日に脱出に成功し、吉野において朝廷（南朝）を開く。こうして南北朝時代が始まり、師基は翌4年（1337年）1月に吉野に到着し、始めて参内している。二条家は、甥の二条良基が北朝に、叔父の師基が南朝に仕えたため、両家に分裂した。
師基は、延元4年/暦応2年（1339年）に後村上天皇が即位した時点で内大臣、その後、左大臣に任じられた。

### 観応の擾乱と正平の一統
正平5年/観応元年（1350年）、北朝方（幕府）の内部抗争である観応の擾乱が勃発する。劣勢に陥った足利直義は南朝方の力を借りて挽回を図ろうと12月に南朝に降伏を申し入れる。この対応をめぐって重臣らで議論がなされた。洞院実世は偽りの投降と見抜き、降伏の受け入れに反対、むしろこの機会に直義を討伐して北朝方の戦力を削減させるべきと主張する。これに対し、師基と北畠親房は受け入れに賛成し、直義派との合同により南北朝間の形勢逆転を図ることを主張した。その結果、後村上天皇は直義の降伏を受け入れ、12月13日に勅免の宣旨を下した。この決定を受けて、南朝方諸将は足利直義軍に合流し、翌年（1351年）1月、足利尊氏・高師直軍と交戦してこれを撃ち破るも、直義は京を制圧するや直ちに南朝から離反する。尊氏と直義は和睦をするが、両者間の火種は燻り続け、尊氏方・直義方・南朝の三つ巴状態に戻った。
次に南朝に降伏を申し入れてきたのは足利尊氏であった。南朝側首脳陣は、直義の裏切りを教訓にして今回は慎重にならざるを得なかった。しかし、一時的な偽降を逆手にとって、尊氏が直義を討伐するため京を離れている間に、京都を奪還し北朝を吸収し解消してしまう計画を立てたうえで、10月24日付で尊氏に対し勅免および直義追討の綸旨を下した。尊氏が京を発った後、北朝の崇光天皇を廃位し、関白二条良基の職務を停止し、南北両朝から一定の信頼を受けていた洞院公賢を左大臣に任じ京における公事を委ねた。そして、12月28日に師基は関白に任じられた。正平7年/観応3年（1352年）閏2月、関東と畿内において北朝軍と交戦を開始、19日に後村上天皇が男山（石清水八幡宮）まで行幸し、そこに留まった。北朝軍の反攻が厳しくなり、5月11日に男山が陥落、後村上は河内へ撤退するが、追撃も激しく撤退戦において南朝軍は多くの犠牲を出し、その中には、師基の次男教忠も含まれていた。
南朝が撤退にあたって光厳院・光明院・崇光院の3人の上皇と、前皇太子の直仁親王を連れ去ったため、京都には、次期天皇となるべき皇族も、次期天皇の指名権を持つ治天も不在となり、北朝は消滅の危機に瀕した。幕府関係者や貴族たちが北朝復活のために奔走し、光厳院の母広義門院を治天に擬し、その意向として二条良基が関白に復任し、さらに治天として皇位継承者を指名する権限を行使して、光厳院の子息後光厳天皇が即位することになった。南朝方はこれを良基の策動と見なして、正平8年/文和2年（1353年）に京都を一時再占領した直後の7月11日、良基が逃亡して不在となっていた二条邸にある二条家歴代の家記文書を没収して師基に与えた。またこの頃、北朝方にいた経家（左大臣近衛経忠の子）が南朝に降り、時期は判然としないものの、間もなく師基は経家に関白職を譲ったとみられる。

### 晩年
正平14年/延文4年（1359年）6月17日に59歳で出家。
正平15年/延文5年（1360年）4月25日、大塔宮護良親王の子で南朝方の興良親王（大塔若宮）が、赤松氏範らと共に南朝の本拠である賀名生（あのう）行宮を襲撃。翌日、「二条前関白殿」が大将軍に任ぜられて反撃を開始し、3日後に鎮圧した。興良親王は逃したものの、反乱軍のほとんどの兵は討ち取り、あるいは捕らえることに成功した。また、正平16年/康安元年（1361年）12月、細川清氏・楠木正儀らと共に、「二条殿」が京都の奪還作戦に参加している。この両年の「二条前関白殿」「二条殿」については、師基に比定するのが一般的だが、もし出家した師基であれば、「入道前関白殿」などと書かれるべきであるため、息子の教基に比定する説も無視し難い。ただし、同年頃に書かれたと推定される後村上天皇消息には「禅閤」が病気であったと見えており、この「禅閤」は師基のこととしてほぼ間違いなかろう。
『大乗院日記目録』によれば、師基は正平20年/貞治4年（1365年）1月26日に死去した。享年65。
古来、『新葉和歌集』作者の「光明台院入道前関白左大臣」（3首入集）に比定されるが、この説には明確な根拠がないため、同作者の「福恩寺前関白内大臣」（13首入集）に比定する説も出されている。

## 官歴
官位と位階の履歴は以下の通り。年齢は数え年、月日は旧暦。
| 和暦              | 西暦    | 歳  | 月日     | 官職               | 位階           |
| ----------------- | ------- | --- | -------- | ------------------ | -------------- |
| 応長元年          | 1311年  | 11  | 6月15日  | なし（散位）       | 従五位上       |
| 応長元年          | 1311年  | 11  | 6月23日  | 侍従               | ↓              |
| 応長元年          | 1311年  | 11  | 閏6月9日 | 左少将             | ↓              |
| 応長元年          | 1311年  | 11  | 10月8日  | ↓                  | 正五位下       |
| 応長元年          | 1311年  | 11  | 12月21日 | ↓                  | 従四位下       |
| 正和元年          | 1312年  | 12  | 1月13日  | 左少将・近江介     | ↓              |
| 正和元年          | 1312年  | 12  | 3月15日  | ↓                  | 正四位下       |
| 正和元年          | 1312年  | 12  | 7月11日  | 非参議・左少将     | 従三位         |
| 正和2年           | 1313年  | 13  | 2月6日   | ↓                  | 正三位         |
| 正和2年           | 1313年  | 13  | 11月7日  | 権中納言・右中将   | ↓              |
| 正和3年           | 1314年  | 14  | 1月2日   | ↓                  | 従二位         |
| 正和5年           | 1316年  | 16  | 11月18日 | 権大納言           | ↓              |
| 文保元年          | 1317年  | 17  | 1月5日   | ↓                  | 正二位         |
| 元亨3年           | 1323年  | 23  | 10月3日  | 辞任（散位）       | ↓              |
| 元弘3年/正慶2年   | 1333年  | 33  | 5月17日  | 権大納言・大宰権帥 | ↓              |
| 建武元年          | 1334年  | 34  | 8月22日  | 散位・大宰権帥     | ↓              |
| 延元元年/建武3年  | 1336年  | 36  | 3月2日   | 散位・兵部卿       | ↓              |
| 延元2年/建武4年   | 1337年  | 37  | 7月20日  | 散位               | ↓              |
| 延元3年/暦応元年? | 1338年? | 38? | -        | 内大臣             | ↓              |
| 不詳              | -       | -   | -        | 左大臣（南朝）     | 従一位（南朝） |
| 正平6年/観応2年   | 1351年  | 51  | 12月28日 | 関白(南朝）        | ↓              |
| 正平9年/文和3年?  | 1354年? | 54? | -        | 辞任（散位）       | ↓              |
| 正平15年/延文5年  | 1360年  | 60  | 4月      | 大将軍?            | ↓              |

## 系譜
- 父：二条兼基（1268－1334）
- 母：内蔵権頭源兼任娘 - 家女房
- 室：清水谷長嗣娘
- 生母不明の子女
  - 男子：二条教基（?-?）
  - 男子：二条教忠（?-1352?）
  - 男子：二条教頼（?-?） - 教忠と同一人の可能性がある。
  - 男子：良順 - 天台座主第148世。
- 猶子
  - 女子：近衛勝子 - 後村上天皇皇后、長慶天皇・後亀山天皇の母か